# Iglesia arciprestal de Santiago (Villena)
La iglesia arciprestal de Santiago de Villena está situada en la plaza de Santiago de dicha ciudad. Comenzó a edificarse en el siglo XIV, aunque su aspecto actual data del siglo XVI. Es la mayor y más importante iglesia de Villena, y se trata de uno de los conjuntos gótico-renacentistas más importantes de la Comunidad Valenciana, dado que conformó el arquetipo de la escuela arquitectónica del gótico valenciano que tuvo amplia resonancia regional.

## Tipología

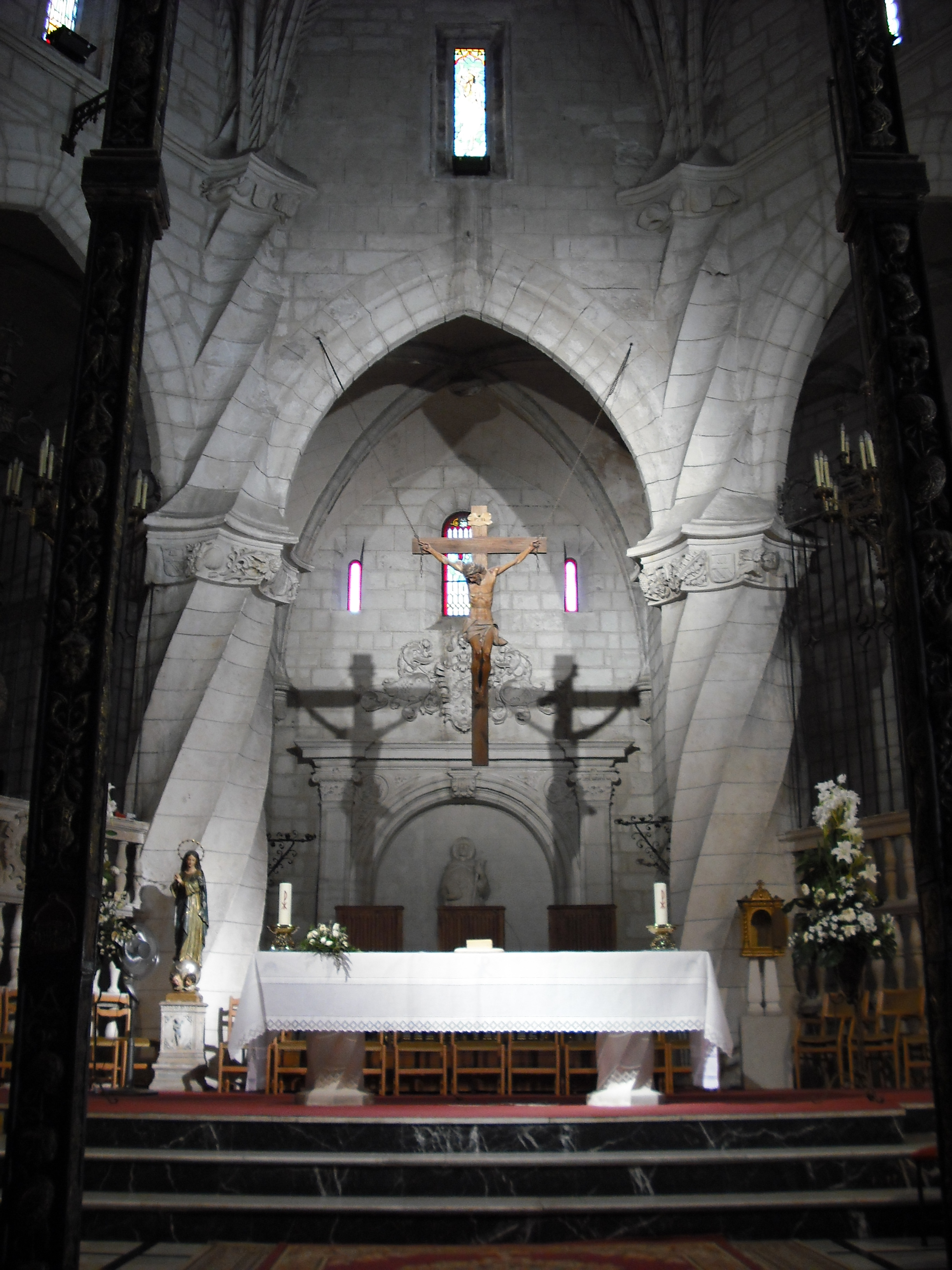
Altar mayor con dos de las características columnas torsas al fondo.

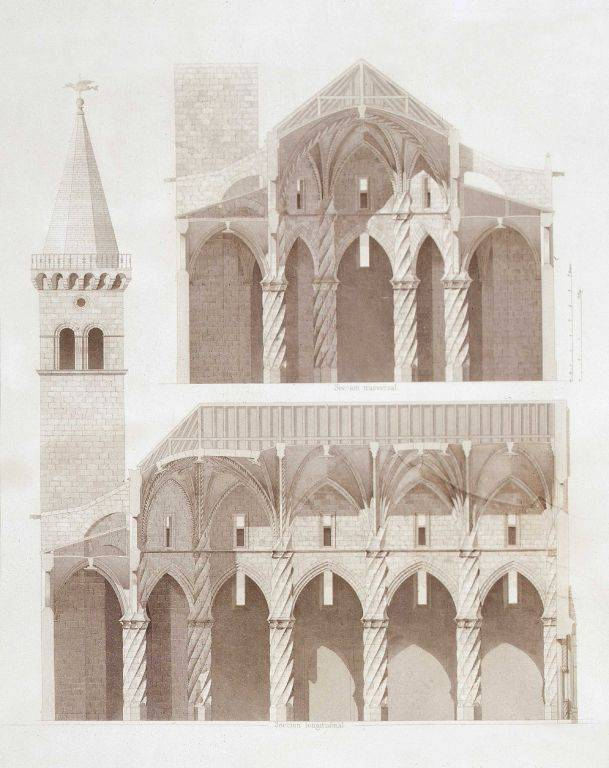
Alzado de la Iglesia de Santiago levantado en 1878; aparece solo el cuerpo gótico, sin la ampliación renacentista.

Su planta de tres naves y sus columnas torsas, similares a las de las lonjas de Valencia y de Mallorca se pueden considerar típicas del gótico, si bien adquieren aquí una mayor monumentalidad, además de ser las más antiguas construidas en un edificio religioso, posteriormente imitadas por la catedral de Orihuela. Su disposición interior se asemeja a la de la Seo de Manresa, en la que probablemente se inspiró su autor.

## Historia
Se sabe que a mediados del siglo XV ya existía un templo bajo la advocación de Santiago, de proporciones reducidas y considerablemente estrecho. Poco antes de 1492, con el patronazgo de la ilustre familia villenense de Medina se inicia la primera fase de la ampliación que acabaría hacia 1510. El templo entonces era más corto que el actual, y carecía de la sacristía y la capilla de la comunión, amén de que tenía un huerto anejo y casas adosadas a los muros, que fueron demolidas en 1741. El primitivo retablo del altar mayor procedía de la catedral de Murcia y se adquirió el 17 de enero de 1513 por la suma de 34 375 maravedís.
La ampliación que continuó a lo largo de todo el siglo XVI, introduciéndose en este momento los elementos renacentistas más destacados de la iglesia tal como son la puerta de acceso a la sacristía y el aula capitular, la pila bautismal y las dos ventanas del primer piso de la torre, todo ello de tradición murciana y atribuido a Jacobo Florentino y a Jerónimo Quijano. Destacan al pie del altar los restos de la reja labrada en Roma el año 1543. Antes de 1575, con total seguridad, ya se había alargado la iglesia hasta sus límites actuales a fin de dotarla de coro y trascoro y se había cubierto de losas de mármol el altar mayor. En la Relación que el Concejo de Villena envió a Felipe II en 1575 aparecen numerosas menciones a diferentes aspectos del templo. De una parte, se hace relación de los benefactores del templo y qué hicieron:

Sancho Garçía de Medina [...] que edificó de muy grande, costosa e alta obra de piedra labrada la iglesia que esta dentro de lo çercado de la dicha ciudad, so invocación del bienaventurado apostol señor Santiago. [...] Pedro de Medina [...] Asimismo, hizo grandes gastos en acabar obras de la dicha iglesia de señor Santiago, entre las cuales hizo una sacristía de piedra labrada muy costosa y fuerte y provechosa a dicha iglesia, y la doto de mucha plata labrada para la dicha iglesia, ansi de platos, cálices, cruces, calderetas de plata, vestimentas, tapicerías y otras muchas cosas e libería. [...] Juan Rodríguez Navarro [...] ansimismo gastó mucha parte de sus bienes en acabar de obrar y poner en perfición la dicha iglesia de Señor Santiago de la dicha çiudad, que edifico el coro de dicha iglesia e loso de mármoles las gradas e suelo de los lados de la dicha capilla mayor, e hizo labrar las rrexas de los lados de la dicha capilla mayor, e hizo vestimentos e otros ornamentos para la dicha iglesia.

Se mencionan también los escudos heráldicos que se colocaron en el muro de la actual calle Ramón y Cajal, y que fueron destruidos durante la Guerra Civil y restaurados en 2007:

Sancho Garçia de Medina, maestre escuela que fundo la yglesia de señor Sanctiago, en la cabeça de dicha yglesia puso las armas de vuesa magestad, e al pie e lados, las de esta çiudad declaradas en esta escritura, e mas baxas puso sus armas, que es un escudo, y de medio arriba una letra M, y de medio abajo, unas barras, y ençima del escudo, un sonbrero con borlas pendientes.

Aparece asimismo la localización de la iglesia y la relación de sus enterramientos y capillas:

Ay dos iglesias parrochales, la una so invocaçion del señor Sanctiago, dentro de lo çercado de la çiudad; [...] solamente ay capillas puestas entre los estribos o pilares de la pared de las dichas yglesias, entre los quales ay algunos enterramientos conoçidos de personas e parentelas particulares. [...] La invocaçion de los enterramiento son: en la yglesia del señor Sanctiago, el enterramiento de la capilla mayor prinçipal de dicha yglesia e de dicha ynvocaçion hera del dicho don Sancho Garçia de Medina [...] e de sus deçendientes, y en ella esta sepultado el susodicho y el Tesorero don Pedro de Medina, y el canonigo Juan Rodriguez Navarro. [...] Y en la dicha yglesia de señor Sanctiago, las capillas que ay entre los dichos estribos son: a la cabeça de la dicha yglesia, una capilla so ynvocaçion de señor San Miguel; y la segunda, a la parte del Evangelio, so ynvocaçion de Nuestra Señora del Pópulo; e la terçera, so ynvocaçion de Nuestra Señora de la Esperanza; y otra, so ynvocaçion de señor Sancto Elifonso; e otra, so ynvocaçion de la Salutaçion del Angel a Nuestra Señora; y otra, so ynvocaçion de sancto Estevan e San Geronimo; e otra, del Naçimiento de Nuestro Señor Jhu. Xpo. Y a la parte de la Epistola, otra capilla so ynvocaçion de Nuestra Señora de Graçia; y otra, so ynvocaçion de Nuestra Señora del Rosario; e otra, de San Bartolome; y otra, de los Angeles.

Entre 1576 y hasta 1581 el compositor Ambrosio Cotes fue maestro de capilla de la iglesia de Santiago. En 1656 se adquirió un nuevo órgano, que se destruyó durante la guerra civil, por la elevada suma de 143 915 maravedís. Durante el siglo XVIII se llevaron a cabo numerosas reformas. Ya en 1709 se nombra blanquear la iglesia, cosa que se mandará hacer al menos en otra ocasión, aunque en la actualidad las paredes vuelven a lucir la piedra desnuda. A mediados de dicho siglo se añaden las pilastras con florones de la puerta de la iglesia que da a la plaza. También se mandó dorar el nuevo retablo, adquirido en 1728, y se partió en cuatro el antiguo retablo. Se picaron los pilares de la iglesia, se colocaron florones de madera en las claves de las bóvedas y se adornaron las ventanas con balconcillos, celosías y vidrieras.
Durante la guerra civil la iglesia sufrió numerosos daños. Se mutiló la verja del altar mayor, se destruyó el órgano, desaparecieron todas las imágenes, cuadros, ornamentos y objetos de culto y se perdieron casi todos los libros capitulares, los registros parroquiales y el archivo musical. Además, se picaron los blasones de piedra que adornaban el muro de la calle Ramón y Cajal, y que fueron restaurados en 2007. En los años 50 se eliminó el coro y se derribó la plataforma del coro. En cambio, se reconstruyeron varias capillas y el púlpito. La iglesia fue declarada Monumento Histórico-Artístico Nacional en 1931.

## Las campanas y el reloj
No se tienen noticias de las campanas anteriores al siglo XVII. Se sabe que la lengua de la medianera se reparó en 1623 y que en 1650 se fundieron y repararon dos de ellas. En 1662 se reparó la campanilla de la llamada Segundilla, y en 1686 se colocó una campana nueva. En 1703 se reparó la triple echándole más hierro y en 1742 se fundió una de las antiguas para hacer una nueva. Con respecto a las actuales, la segunda está fechada en 1750 y la tercera en 1727.
Se supone que ya había reloj en el siglo XVIII, dado el prestigio de que contaron los relojeros villenenses en todo ese siglo y parte del siguiente. El actual, no obstante, está fechado en 1888, y hasta 1951 no se remozaron sus esferas.

## Curiosidades
- En la cara exterior del muro del ábside se grabaron dos marcas a una distancia que corresponden con la medida de la tahúlla.[1]
- Sobre la puerta de entrada por la plaza de Santiago se encuentra un reloj de sol en el que reza la inscripción "BREVES DIES HOMINIS SVNT" (Los días de los hombres son pocos).